# سیلورتون (اوهایو)
سیلورتون(به انگلیسی: Silverton) شهری در ایالت اوهایو کشور ایالات متحده آمریکا است که جمعیت آن در سرشماری سال ۲۰۱۰ میلادی، ۴٬۷۸۸ نفر بوده‌است.